# Robert Brown (botaniker)
Robert Brown (født 21. december 1773 i Montrose, død 10. juni 1858 i London) var en skotsk botaniker. Han er bl.a. kendt for de brownske bevægelser og udforskningen af blomstens morfologi og bestøvning.

## Biografi
Brown studerede medicin i Aberdeen og Edinburgh og kom 1801 med som naturforsker på
en videnskabelig ekspedition under Matthew Flinders til Australien, hvor han samlede omkring 4000 hidtil ubeskrevne plantearter. 1810 blev han ansat som bibliotekar ved Joseph Banks samlinger, som han senere arvede og lod overgå til British Museum, hvor han var beskæftiget indtil sin død.

## Betydning
Brown forfattede mange botaniske værker, og ved at udnytte morfologiske træk bidrog han i væsentlig grad til en bedre klassifikation af planterne. Som følge af sine grundige studier af de australske planter, opdagede Brown et stort antal nye plantearter og opstillede både nye familier og slægter.
Han blev kendt for sine vigtige opdagelser inden for plantemorfologien, der hjalp til klassifikation af plantearterne. Han har således opdaget plantens cellekerne, forklaret blomstens bygning hos gøgeurter, singrøn og græsser, bygningen af Rafflesias kæmpeblomster og i hovedtræk æggets indretning og blomsterstrukturen hos de nøgenfrøede. Æggets egentlige struktur var Brown den første, der erkendte, og han så som den første pollenrørene trænge ind i ægget hos orkidéerne. Han opdagede dannelsen og tilstedeværelsen af endosperm og perisperm (frøhvider). Hans studier førte til den rette brug af en- og tokimbladede i forhold til nåletræer og koglepalmer.
Af hans værker kan fremhæves:
- Vermischte botanische Schriften, udgivet af Ness v. Esenbeck (5 bd, 1825-34)
- Prodromus Floræ Novæ Hollandiæ (1810)
- On the sexual Organs of Orchideæ and Asclepiadeæ (1831)

En tropisk amerikansk bælgplante er af Jacquin benævnt Brownea efter Brown.